# Jürgen Roth-Lebenstedt
Jürgen Roth-Lebenstedt (* 22. Oktober 1962 in Wittlich) ist ein ehemaliger deutscher Fußballspieler und jetziger Trainer.
Der 1,86 m große Torwart startete seine sportliche Karriere beim SV Wittlich, wo er bis 1984 spielte. Im Sommer 1984 wechselte er zu Eintracht Trier, wo er neun Jahre lang unter Vertrag stand. In den Jahren 1988 und 1989 wurde er mit den Moselstädtern Deutscher Amateurmeister sowie 1987 und 1993 Meister der Oberliga Südwest. 1993 wechselte er zum FSV Salmrohr, wo er drei Spielzeiten aktiv war. Auf Grund einer schweren Knieverletzung musste Jürgen Roth-Lebenstedt seine Karriere beenden und wechselte ins Trainergeschäft. Seit 1996 arbeitet er als Trainer, zunächst betreute er zwei Jahre lang den SV Wittlich und übernahm dann für vier Jahre das Traineramt beim TuS Koblenz. Von 2004 bis 2006 war er wieder für seinen ehemaligen Club Eintracht Trier tätig. Jürgen Roth-Lebenstedt ist im Besitz des Trainer-A-Scheins.
Im Regionalliga-Spiel des FSV Salmrohr bei Rot-Weiß Oberhausen am 25. Februar 1996 erzielte Roth-Lebenstedt mit einem Abschlag aus 80 Metern den 3:1-Siegtreffer, welcher zum Tor des Monats der ARD-Sportschau gewählt wurde. Dieses Tor belegte bei der Auslosung zum "Tor des Jahres 1996" einen beachtlichen 3. Platz von insgesamt 12 zu vergebenden Plätzen.
Das Tor des Jahres 1996 schoss Oliver Bierhoff mit seinem "Golden Goal" beim EM-Finale 1996 in England gegen Tschechien.

## Stationen als Spieler
- 1968–1984 SV Wittlich
- 1984–1993 Eintracht Trier
- 1993–1996 FSV Salmrohr

## Stationen als Trainer
- 1996–1998 SV Wittlich
- 1998–2002 TuS Koblenz
- 2004–2005 Eintracht Trier II
- 2005–2006 Eintracht Trier (Torwarttrainer)